# Lugo Challenger 1980
Il Lugo Challenger 1980 è stato un torneo di tennis facente parte della categoria ATP Challenger Series nell'ambito dell'ATP Challenger Series 1980. Il torneo si è giocato a Lugo in Italia dal 30 giugno al 6 luglio 1980 su campi in terra rossa.

## Vincitori

### Singolare
Tony Giammalva ha battuto in finale  Gustavo Guerrero con il punteggio di 6–3, 6–4, 6–4

### Doppio
John Fitzgerald /  Cliff Letcher hanno battuto in finale  Ricardo Cano /  Carlos Kirmayr con il punteggio di 6–1, 6–3